# Antoon Maessen
Antonius Petrus Joseph (Antoon) Maessen (Den Haag, 8 april 1919 – Waalre, 12 oktober 1997) was een Nederlands componist, koordirigent en organist.
Hij was zoon van klerk aan de gemeentelijke gasfabriek Wilhelmus Arnoldus Gerardus Maessen en Helena Maria Adriana Vollebregt. Hijzelf was getrouwd met Hendrika Eriëtta (Jet) van der Bol.
Hij kreeg zijn opleiding van Jaap Franken. In de Tweede Wereldoorlog (1943) werd hij koordirigent en organist van de Sint-Jeroenskerk in Den Haag. Direct na de oorlog was hij in diezelfde functies werkzaam in de Paterskerk in Roosendaal, maar gaf ook educatieve concerten aldaar. Hij was voorts te horen in het radioprogramma De Zonnebloem van de KRO. Hij was een aantal keren deelnemer aan de Belgisch Nederlandse Componistendagen, alwaar diverse van zijn werken werden uitgevoerd. In 1955 nam hij de baton over van Franken bij het Palestrinakoor in Den Haag. Het Brabants Orkest had in het seizoen 1957/1958 een aantal keren zijn Vier fabels van Jean de La Fontaine op de lessenaar staan. Ondertussen studeerde hij rustig door aan het Brabants Conservatorium waar hij in 1961 aktes haalde in muziekonderwijs-B en koordirectie. Vrijwel direct daarna werd hij muziekonderwijzer aan scholen in Noord-Brabant, alwaar hij ook koordirigent werd.
Hij componeerde allerlei werken in allerlei genres. Vaak ging aan het componeren een opdracht vooraf van plaatselijke overheden etc. Eén van die werken (De glans van Hellas, 1973) schreef hij voor drie koren en het Brabants Orkest.
In aanvulling op deze werkzaamheden schreef hij artikelen voor het tijdschrift Brabantia en het Eindhovens Dagblad en droeg hij bij aan programmatoelichtingen voor concerten in de Philips Schouwburg. Een grote bijdrage verrichtte hij voor het boekwerk Eindhoven Muziekstad, waarin hij de wereld van de amateurmusici omschreef in en om Eindhoven in de periode 1960 tot 1992. Het boekwerk werd op 2 september 1992 overhandigd aan koningin Beatrix der Nederlanden ten tijde van de opening van het Muziekcentrum Frits Philips.
Werken: 
- 1956: Trio voor fluit, klarinet en fagot
- 1958: De Kinderkruistocht (schoolkoor en orkest)
- 1959: Sinfonietta
- 1960: Strijkkwartet
- 1960: Vijf schetsen naar aanleiding van hedendaagse humor (piano solo)
- 1962: Concertino voor piano en orkest
- 1962: De klucht van Pierlala
- 1963: Suite voor (alt)blokfluit en piano of klavecimbel
- 1964: Boere-charleston (op tekst van Paul van Ostaijen)
- 1965: Hymnus Te Saeculroum Principem (sopraan, gemengd koor, orkest)
- 1965: Harba Lorifa
- 1966: 5 Jiddische liederen (voor gemengd koor en piano)
- 1967: Hymnus Caelestis Urbs Jerusalem (sopraan, gemengd koor, orkest)
- 1970: Toccata sopra Te Deum
- 1973: De glans van Hellas (gemengd koor, kamerkoor, dubbelkwartet en orkest)
- 1976: Tre pezzi sulle musica (mannenkoor en orkest)
- 1980: Greensleeves phantasy
- 1981: Little watermusic (voor kinderkoor, blokfluiten-, strijkers-, akkordeongroep en orff-instrumenten)
- 1982: Valerius Trio
- 1982: Quintetto a Flati
- 1982; Dialogica
- 1983: Musica divertente
- 1985: Musica de camera (klarinet en piano)
- 1994: Gloriosus Deus
- 1995: Maerlandi Jacob Dicit (voor gemengd koor, altsolo, klarinet en piano, op tekst van Ron Teuben)
- Drie arabesken op tekst van Johan Buning
- Drie meiliederen

Naamgenoot Antoon Maessen (circa 1939-2020) was jarenlang muziekonderwijzer in Vught.